# Palazzo di Città (Campagna)
Il Palazzo di Città di Campagna è un palazzo sede dell'amministrazione comunale.

## Storia
La struttura originaria venne eretta nel XIII secolo dai feudatari Del Balzo-D'Apia come loro dimora ed era composta dall'abitazione e da una chiesa. Nel XIV secolo il feudatario Ugo Sanseverino conte di Potenza non trovando sicuro l'edificio da eventuali assalti, essendo posto all'inizio del borgo, effettuò uno scambio di residenza con gli agostiniani che avevano una struttura conventuale posta sulla rupe Sant'Agostino. Intorno al 1580 l'ex palazzo feudale fu trasformato completamente e venne destinato a convento. I lavori vennero sovvenzionati da 21 famiglie della nobiltà locale, dalla città e dagli agostiniani; le ultime modifiche all'edificio vennero fatte dal 1590 al 1618 e interessarono sia il convento che la chiesa dell'Annunziata
Nel 1808 con l'abolizione degli ordini monastici, il solo convento fu destinato a uffici pubblici e adattato per il nuovo utilizzo. Dal 1806 al 1860 è stato sede della Sottointendenza del distretto di Campagna del Regno delle Due Sicilie e dal 1861 al 1927, sede della Sottoprefettura del Circondario di Campagna del Regno d'Italia. Nel 1943, durante i bombardamenti dell'sbarco a Salerno la facciata dell'edificio venne colpita, il portale d'ingresso distrutto e morirono 177 persone.

## Il chiostro

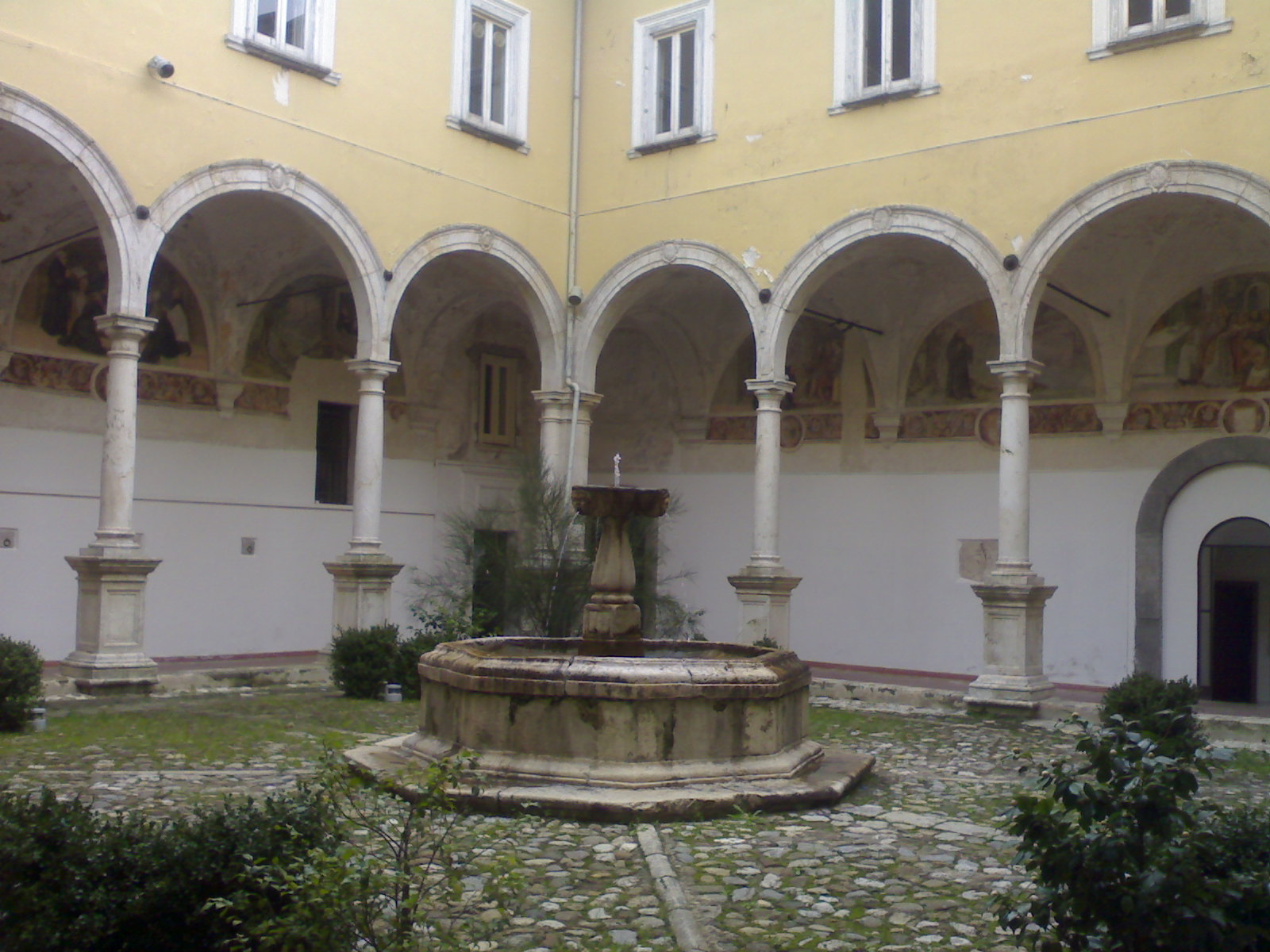
Chiostro del Palazzo di Città

Della struttura, le  parti di maggior interesse sono il chiostro quadrangolare, circondato da sedici archi in pietra bianca sottilmente lavorata su cui sono scolpiti 16 stemmi, con al centro una fontana ottagonale, tricefala nei getti d'acqua e, nelle volte e nelle lunette, un ciclo di affreschi con scene di vita agostiniana; dal chiostro, si raggiunge il piano superiore attraverso un imponente scalone in pietra. 

### Lapidi
Nell'androne d'ingresso sono state poste due lapidi, una riferita alla medaglia d'oro al valor civile concessa dal Presidente della Repubblica, e una recante l'elenco dei morti a seguito del bombardamento del 17 settembre 1943.
Prima dei bombardamenti all'ingresso vi era una lapide del 1580 indicante il cambio di utilizzo.